# Stenomicra orientalis
Stenomicra orientalis är en tvåvingeart som beskrevs av Malloch 1927. Stenomicra orientalis ingår i släktet Stenomicra och familjen savflugor.
Artens utbredningsområde är Hawaii. Inga underarter finns listade i Catalogue of Life.